# 地震矩
地震矩{\displaystyle M_{0}}是地震學家用來表示地震所釋放出之能量的數量，定義為:
{\displaystyle M_{0}=\mu \times A\times {\bar {D}}} ，
其中，{\displaystyle \mu }為斷層物質之剛性係數（rigidity或shear modulus），一般為30x109帕斯卡。{\displaystyle A}為斷層面積（平方公尺），而{\displaystyle {\bar {D}}}為斷層之平均滑動量（位移）（公尺）。
地震矩通常根據可獲取之資料而估算。現代地震可使用地震儀的地震記錄，古代地震則依靠地質學研究來推測斷層之面積和滑動量。
地震矩規模是從地震矩演算而來的地震規模標度，現在常用來比較大型地震的強度。